# Pseudobankesia alpestrella
Pseudobankesia alpestrella är en fjärilsart som beskrevs av Hermann von Heinemann 1877. Pseudobankesia alpestrella ingår i släktet Pseudobankesia och familjen säckspinnare. Inga underarter finns listade i Catalogue of Life.